# Pałac w Rudnicy

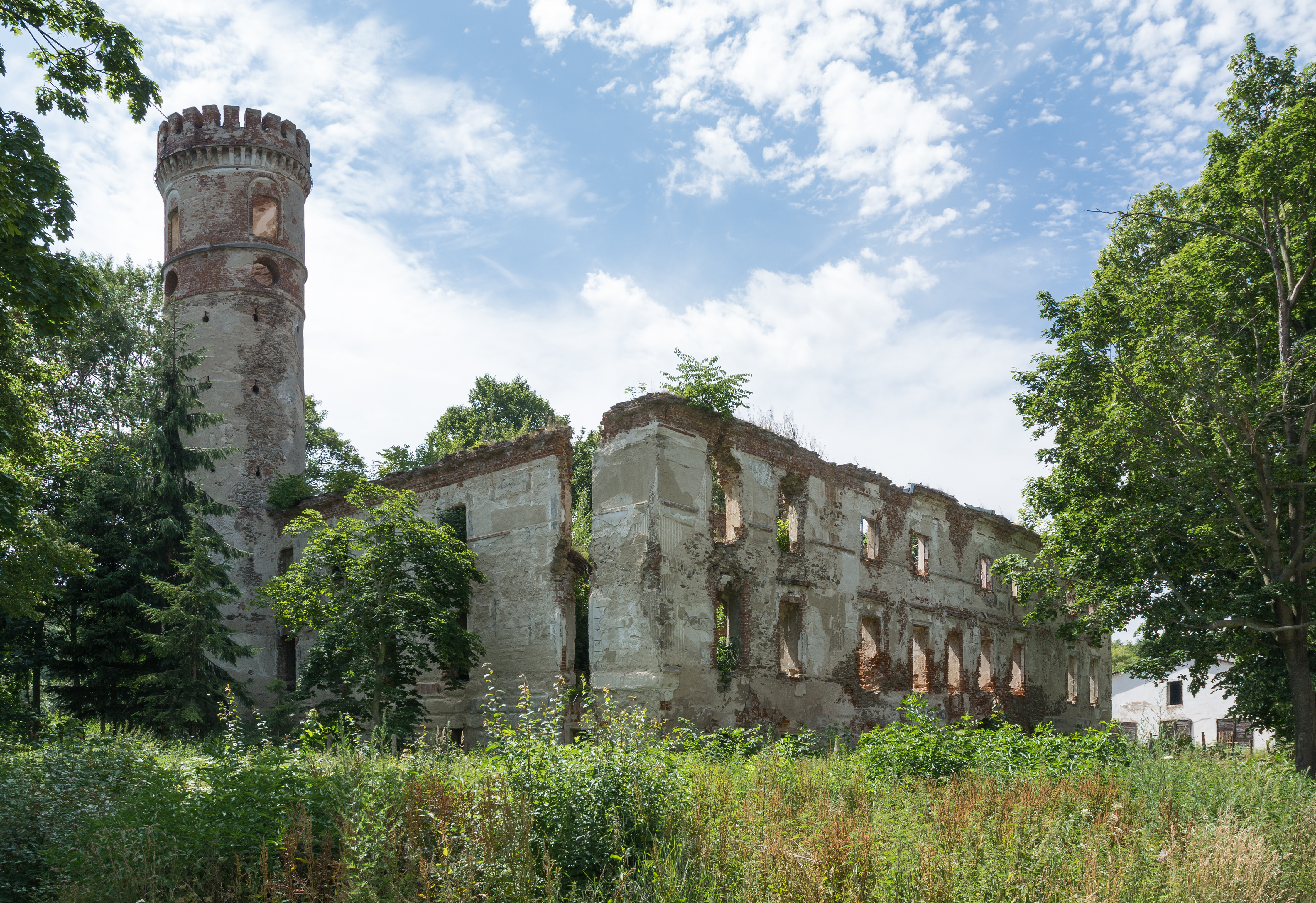
Pałac w Rudnicy

Pałac w Rudnicy – zabytkowy pałac wybudowany około 1560 r. pierwotnie jako renesansowy dwór.

## Położenie
Pałac położony jest w Rudnicy – wsi w Polsce, w województwie dolnośląskim, w powiecie ząbkowickim, w gminie Stoszowice.

## Historia

### Faza renesansowa
Pałac w Rudnicy został wzniesiony pierwotnie jako obronny dwór renesansowy przypuszczalnie przez Balzera von Sterza około lat 1550–1560 roku. Dwór ten miał plan prostokąta (obecnie skrzydło wschodnie) oraz wieżę, którą wzniesiono w narożniku południowo-wschodnim narożniku. Z tego okresu zachowały się detale skrzydła wschodniego – sklepienie krzyżowe w pomieszczeniach przyziemia oraz sklepienia lunetowe na piętrze oraz dekoracja sgraffito. Dwór po 1573 roku został rozbudowany od północy o nowe prostopadłe skrzydło przypuszczalnie przez Georga von Nimptsch und Diesdorf. W ten sposób powstała bryła dwuskrzydłowa, którą zintegrowano, pokrywając dekoracją sgraffitową także powierzchnie południową skrzydła północnego. Rolę fasady w tym okresie spełniała elewacja południowa z wejściem głównym, o czym świadczy dekoracyjny motyw lancknechtów. W 1577 roku wieś kupił Fabian von Reichenbach i posiadał go do 1589 roku. W latach 80–90 XVI wieku zbudowano trzecie skrzydło, przez co plan założenia zaczął przypominać podkowę z półotwartym dziedzińcem.

### Faza barokowa
W 1715 roku lub w 1718. ówczesny właściciel Christian Moriz von Hugwitz zbudował czwarte barokowe skrzydło od strony południa, a na dziedzińcu zbudowano dwukondygnacyjny krużganek, którego relikty zachowane są przy skrzydle zachodnim, północnym i wschodnim. W ramach przebudowy cały pałac uzyskał zewnętrzną szatę barokową, a funkcja fasady została przeniesiona na elewacje północną z portalem. Wtedy też część sgraffitów została zniszczona nowymi oknami, a pozostałą zasłonięto, pokrywając je gładkim tynkiem. W narożnikach umieszczono barokowe szczyty w wolutami.

### Faza klasycystyczna
W połowie XIX wieku nastąpiła przebudowa dokonana przez rodzinę von Sternberg. Zasypano fosę, a wszystkie fasady zostało otynkowane oraz otrzymały boniowanie w partii przyziemia nadając bryle cechy architektury klasycystycznej. Fasada została przeniesiona znowu na elewację południową, gdzie powstał portyk kolumnowy z tympanonem. W tym okresie została podwyższona renesansowa wieża otrzymując nowe neogotyckie zwieńczenie i dekoracje w postaci strzelnic i krenlażu.
W czasie II wojny światowej nie został zniszczony i po 1945 r. w użytkowaniu Armii Czerwonej, a potem w czasach PRL ośrodka hodowli zarodowej i Urzędu Gminy Stoszowice.Do czasu, gdy został opuszczony był w bardzo dobrym stanie. Obecnie nie posiada dachów i znajduje się w stanie w stanie ruiny. Zachowały się jedynie mury obwodowe oraz cylindryczna wieża. Obecnie własność Agencji Nieruchomości Rolnych.
Na elewacji zachowały się ślady renesansowych dekoracji sgraffito. Obok park ze stawem.